# Futuro Primitivo

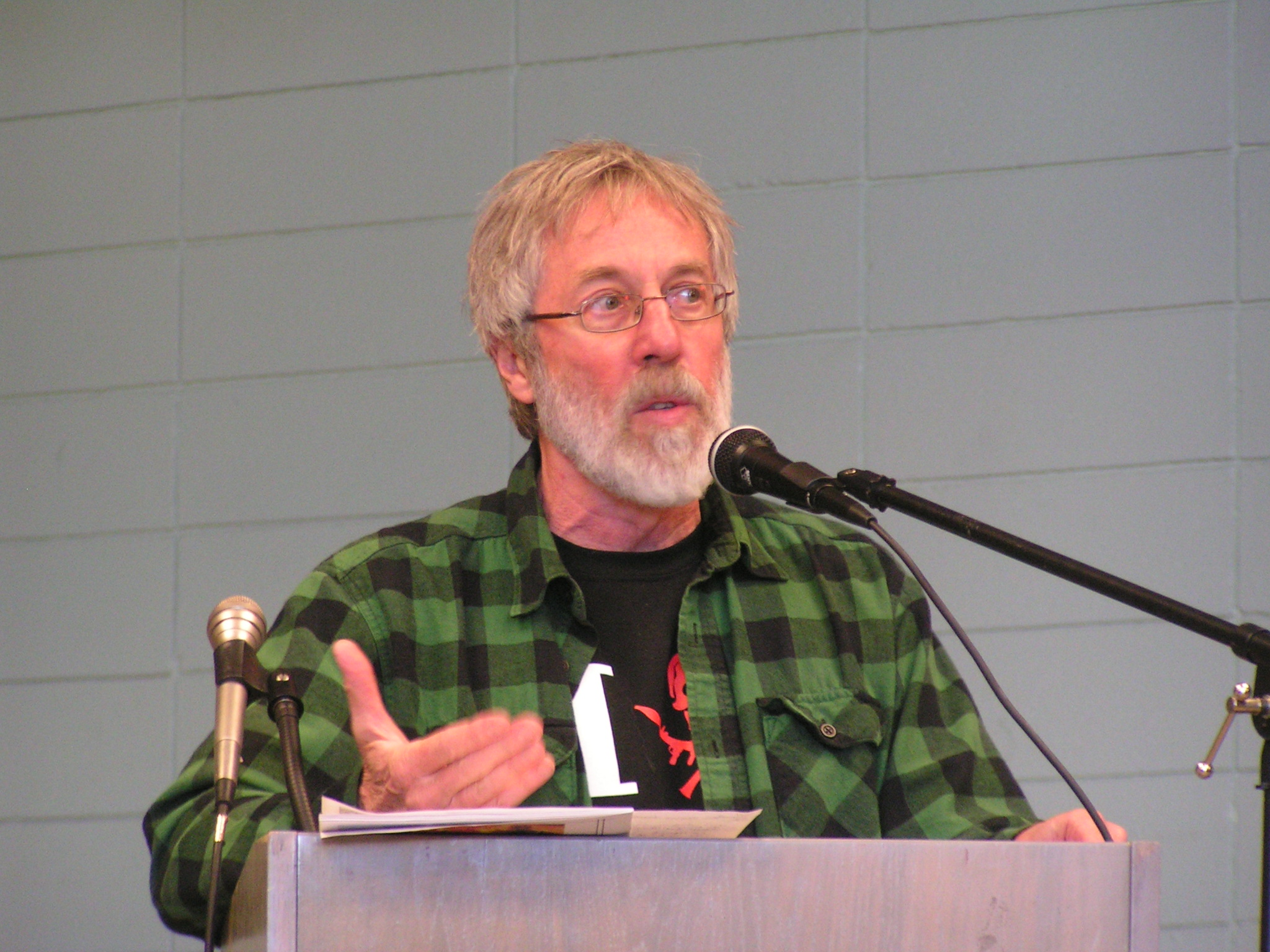
John Zerzan autor de Futuro Primitivo em 2010.

Futuro Primitivo é o título de um do ensaio que dá nome ao livro escrito pelo autor anarco-primitivista estadunidense John Zerzan, Future Primitive and Other Essays publicado originalmente em 1994.

## Sinopse
As ideias de John Zerzan giram em torno da crítica à tecnologia e à cultura simbólica como origem da degenerescência da Humanidade que a iniciou com o advento da agricultura e da domesticação de toda a vida humana e da natureza. Sua obra critica a divisão social e sexual do trabalho e o patriarcado, assim como a separação entre os conceitos de "Natureza" e a "Cultura". Para Zerzan, singular é a síntese de várias correntes filosóficas que elabora na crítica à sociedade moderna e pós-moderna como suportes que fazem parte de um mundo que se encontra moribundo. As fontes teóricas do Primitivismo a que Zerzan dá voz vão desde Theodor Adorno, aos situacionistas, à Antropologia, ao ludismo, à ecologia e ao feminismo, assim como às correntes igualitárias e anti-autoritárias americanas e europeias. O Futuro Primitivo reflete uma revisitação teórica da Pré-História, e ataca violentamente as ideias preconcebidas da "antropologia oficial" enquanto abre possibilidades para se encontrar uma ténue saída para a catástrofe iminente.